# 文新里 (天津)
文新里始建于20世纪20年代，为坐落于当时的天津日租界的秋山街（今和平区锦州道），目前为一般保护等级历史风貌建筑。

## 建筑风格
文新里为集合式住宅，为三层砖木结构楼房，局部为四层。建筑立面对称，外檐为红砖清水墙和混水墙面相间。建筑外立面上的窗套装饰精美，阳台装饰有铁艺栏杆。建筑顶部为平屋顶，设有女儿墙，二层顶部出挑檐。建筑中综合运用圆柱与方壁柱，丰富了外立面效果。